# Batalla de Barcelona (512)
La batalla de Barcelona de 512 fue la culminación del conflicto por la corona visigoda tras la muerte de Alarico II, que enfrentaba a los partidarios del depuesto rey Gesaleico con las tropas ostrogodas del general Ibba, que sostenían la regencia de Teodorico el Grande en Hispania en nombre de su nieto Amalarico. La batalla, librada en las cercanías de Barcelona, concluyó con una victoria decisiva para las armas de Ibba, que eliminaron cualquier posibilidad real de restauración de Gesaleico.

## Antecedentes
En el año 507, los francos de Clodoveo I, junto a sus aliados burgundios, derrotaron a los visigodos en la batalla de Vouillé y dieron muerte a su rey Alarico II. Sin encontrar resistencia, Clodoveo marchó sobre las posesiones del reino visigodo en la Galia, avanzando hasta sitiar a los restos del ejército visigodo en Narbona, donde se encontraba al mando el nuevo pretendiente al trono, Gesaleico, al tiempo que amenazaban Carcasona. Fue entonces cuando intervinieron los refuerzos ostrogodos enviados desde Italia por Teodorico el Grande, que bajo las órdenes del general Ibba levantaron el asedio y aseguraron la Provenza cuando un subordinado de Ibba, Tuluin, consiguió romper también el cerco franco de Arlés en 508.
Clodoveo no cejó en su intento de asegurar a su reino una salida al mar Mediterráneo, y en 510 ordenó a sus fuerzas la ejecución de otra ofensiva sobre Arlés, que se vio sin embargo rechazada por Ibba. Tras la expulsión de los francos, la Provenza pasó a manos de los ostrogodos y Teodorico se vio en una buena posición para derrocar a Gesaleico, de forma que envió a su general a tomar Carcasona y Narbona en 509, obligando al visigodo a refugiarse en Barcelona, donde fue derrotado al año siguiente. Gesaleico pudo escapar y buscar asilo en el reino vándalo de Trasamundo, en el norte de África, al que pidió su ayuda para recuperar su estatus. El vándalo, temeroso del poder acumulado por Teodorico, se negó a prestarle tropas y lo envió al exilio en Aquitania, donde debía conservar ciertas amistades pero debió permanecer escondido durante un año. En ese tiempo Teodorico había proclamado rey a su nieto Amalarico, hijo de Alarico II y una hija ilegítima del monarca godo de Italia. Como Amalarico tenía solo cinco años, Teodorico asumió su regencia e hizo retirar su ejército del territorio visigodo, toda vez que Arlés era declarada capital de la prefectura de las Galias en el reino ostrogodo, gobernada por el prefecto Liberio.

## La batalla
En 512, Gesaleico se decidió por fin a levantar en Aquitania un ejército compuesto de sus partidarios y contingentes de mercenarios, junto a los que cruzó los Pirineos por los pasos orientales. La campaña en la Tarraconense fue corta, debido a que Ibba infligió al rey exiliado una severa derrota a 20 km de Barcelona.

## Consecuencias
Gesaleico se retiró esta vez hacia el norte, y después de atravesar la Narbonense intentó penetrar en Burgundia, pero fue capturado y asesinado al cruzar el río Durance en el año 514, probablemente por soldados ostrogodos.